# Thelairaporia
Thelairaporia är ett släkte av tvåvingar. Thelairaporia ingår i familjen parasitflugor.
Kladogram enligt Catalogue of Life:
| Thelairaporia | \| \| Thelairaporia brasiliensis \| \| \| \| \| \| Thelairaporia pollinosa \| \| \| \| |
|               | \| \| Thelairaporia brasiliensis \| \| \| \| \| \| Thelairaporia pollinosa \| \| \| \| |
|               | Thelairaporia brasiliensis                                                             |
|               |                                                                                        |
|               | Thelairaporia pollinosa                                                                |
|               |                                                                                        |